# The Circle
The Circle (El Círculo) es el título del undécimo álbum de estudio de la banda de rock Bon Jovi. Producido por John Shanks con un estilo de Rock melódico, el álbum fue lanzado el 2 de noviembre de 2009, con "We Weren't Born to Follow" que se estrena en la radio el 17 de agosto.
El álbum fue lanzado en Alemania el 30 de octubre de 2009. 
En una entrevista concedida a la revista Rolling Stone, el guitarrista Richie Sambora, dice el álbum es un regreso al "rock and roll" y dijo "No va a ser grande en algunos coros allí. Suena como Bon Jovi, pero suena fresco. Experimentamos con un montón de nuevos sonidos y la pasamos muy bien trabajando con John Shanks, que también es un guitarrista muy bueno, así que él y yo hicimos un montón de 'weaseling' con la guitarra suena. Hay un montón de guitarra muy bien sonidos y atmósferas de nuevo tipo en el nuevo disco de Bon Jovi, que creo que lo hace realmente moderno. Creo que la gente se va a cavar, hombre. Y las rocas duras."
La gira The Circle se producirán el año siguiente, 2010 , probablemente la primavera vamos a seguir adelante. Y vamos a ir por un largo tiempo. Va a ser un grande". Sambora dijo. 
En una entrevista en la estación de radio británica Absolute Radio, Jon Bon Jovi dijo el título del álbum tiene varios significados. Se destaca el hecho de que un círculo no termina nunca, y que también se refiere al círculo íntimo de Bon Jovi - afirmando que "en esta organización, el círculo, es muy difícil entrar y aún más difícil salir."

## Título del álbum
El título del álbum, Bon Jovi, explica, tiene varios significados: "Algunos pueden decir que con este álbum que hemos cerrado el círculo. Otros pueden ver el círculo de nunca acabar. Lo veo como muy duro para llegar a e incluso más difícil de conseguir. Después de haber tenido 5 discos de estudio en esta década, hay canciones en cada registro que representan el mundo que nos rodea. Y aunque no siempre les guste lo que ven, tratan de no ver la copa medio vacía".

## Lista de canciones
| N.º   | Título                      | Escritor(es)                                  | Duración |  |
| 1.    | «We Weren't Born to Follow» | Jon Bon Jovi, Richie Sambora                  | 4:10     |  |
| 2.    | «When We Were Beautiful»    | Bon Jovi, Sambora, Billy Falcon               | 5:20     |  |
| 3.    | «Work For The Working Man»  | Bon Jovi, Sambora, Darrell Brown              | 4:05     |  |
| 4.    | «Superman Tonight»          | Bon Jovi, Sambora, Billy Falcon               | 5:13     |  |
| 5.    | «Bullet»                    | Bon Jovi, Sambora                             | 3:51     |  |
| 6.    | «Thorn In My Side»          | Bon Jovi, Sambora                             | 4:06     |  |
| 7.    | «Live Before You Die»       | Bon Jovi, Sambora                             | 4:20     |  |
| 8.    | «Brokenpromiseland»         | Bon Jovi, Sambora, John Shanks, Desmond Child | 5:00     |  |
| 9.    | «Love's The Only Rule»      | Bon Jovi, Sambora, Billy Falcon               | 4:40     |  |
| 10.   | «Fast Cars»                 | Bon Jovi, Sambora, Desmond Child              | 3:17     |  |
| 11.   | «Happy Now»                 | Bon Jovi, Sambora                             | 4:22     |  |
| 12.   | «Learn To Love»             | Bon Jovi, Sambora, Desmond Child              | 4:40     |  |
| 52:47 |                             |                                               |          |  |

| Edición en plataformas de streaming |                                                        |          |  |
| N.º                                 | Título                                                 | Duración |  |
| 13.                                 | «We Weren't Born to Follow» (remezcla de Jason Nevins) | 4:04     |  |

| Edición limitada de lujo (DVD) |                                               |          |  |
| N.º                            | Título                                        | Duración |  |
| 1.                             | «When We Were Beautiful» (documental de 2009) | 85:00    |  |

| Edición especial de 2010 |                                       |          |  |
| N.º                      | Título                                | Duración |  |
| 13.                      | «We Weren't Born to Follow» (en vivo) | 4:03     |  |
| 14.                      | «When We Were Beautiful» (en vivo)    | 5:21     |  |
| 15.                      | «Superman Tonight» (en vivo)          | 5:24     |  |
| 16.                      | «Love's the Only Rule» (en vivo)      | 8:59     |  |

## Lanzamientos
| País                 | Fecha                    | Discográfica                     | Formato                    |
| -------------------- | ------------------------ | -------------------------------- | -------------------------- |
| Alemania             | 30 de octubre de 2009    | Universal Music                  | CD / DVD, Descarga digital |
| Irlanda, Reino Unido | 2 de noviembre de 2009   | Mercury Records                  | CD / DVD, Descarga digital |
| Japón                | 4 de noviembre de 2009   | Universal Music                  | CD / DVD, Descarga digital |
| Australia            | 6 de noviembre de 2009   | Universal Music                  | CD / DVD, Descarga digital |
| Francia              | 9 de noviembre de 2009   | Mercury Records, Universal Music | CD / DVD, Descarga digital |
| Estados Unidos       | 10 de noviembre de 2009. | Island Records                   | CD / DVD, Descarga digital |
| España               | 10 de noviembre de 2009  | Island Records                   | CD / DVD, Descarga digital |

## Ventas
| Semana                           | Posicionamiento (mundial) | Ventas mundiales |
| -------------------------------- | ------------------------- | ---------------- |
| 1ª (del 2 al 8 de noviembre)     | 4                         | 186 800          |
| 2ª (del 9 al 15 de noviembre)    | 3                         | 329 200          |
| 3ª (del 16 al 22 de noviembre)   | 15                        | 146 900          |
| 4ª (del 23 al 29 de noviembre)   | 19                        | 117 100          |
| 5ª (del 30 de nov. al 6 de dic.) | 27                        | 78 800           |
| 6ª (del 7 al 13 de diciembre)    | 40                        | 66 400           |
| 7ª (del 14 al 20 de diciembre)   | 42                        | 75 300           |
| 8ª (del 21 al 27 de diciembre)   | 48                        | 70 400           |
| Total                            | Total                     | 1 070 900        |

- Descenso considerable (5 puestos o más).
- Sin variación.
- Ascenso.

## Formación
- Jon Bon Jovi - Vocalista, Guitarra acústica.
- Richie Sambora - Guitarras, Coros.
- Tico Torres - Batería, Percusión.
- David Bryan - Teclados, Coros.

Miembros no oficiales:
- Hugh McDonald - Bajista, Coros.

## Posicionamiento en listas
| Lista (2009)                               | Posición |
| ------------------------------------------ | -------- |
| Alemania (Offizielle Top 100)              | 1        |
| Australia (ARIA)                           | 4        |
| Austria (Ö3 Austria Top 40)                | 2        |
| Bélgica (Ultratop Flandes)                 | 31       |
| Bélgica (Ultratop Valonia)                 | 39       |
| Canadá (Billboard)                         | 1        |
| Dinamarca (Hitlisten)                      | 18       |
| España (PROMUSICAE)                        | 3        |
| Estados Unidos (Billboard 200)             | 1        |
| Estados Unidos (Billboard Top Rock Albums) | 1        |
| Finlandia (SVL)                            | 6        |
| Francia (SNEP)                             | 39       |
| Global (IFPI)                              | 3        |
| Hungría (MAHASZ)                           | 11       |
| Irlanda (Irish Albums Chart)               | 7        |
| Italia (FIMI)                              | 13       |
| Japón (Oricon Albums Chart)                | 1        |
| México (Top 100 México)                    | 38       |
| Noruega (VG-lista)                         | 14       |
| Nueva Zelanda (RIANZ)                      | 20       |
| Países Bajos (Dutch Charts)                | 4        |
| Polonia (ZPAV)                             | 41       |
| Portugal (AFP)                             | 5        |
| Reino Unido (UK Albums Chart)              | 2        |
| Suecia (Sverigetopplistan)                 | 9        |
| Suiza (Schweizer Hitparade)                | 1        |

| Lista (2009)                               | Posición |
| ------------------------------------------ | -------- |
| Alemania (GfK Entertainment)               | 62       |
| Australia (ARIA)                           | 86       |
| Austria (Ö3 Austria)                       | 35       |
| Estados Unidos (Billboard 200)             | 189      |
| Estados Unidos (Billboard Top Rock Albums) | 44       |
| Global (IFPI)                              | 32       |
| Japón (Oricon Albums Chart)                | 65       |
| Reino Unido (Official Charts)              | 79       |
| Suiza (Schweizer Hitparade)                | 49       |
| Lista (2010)                               | Posición |
| Canadá (Top Canadian Albums)               | 35       |
| Estados Unidos (Billboard 200)             | 88       |
| Estados Unidos (Billboard Top Rock Albums) | 21       |

## Certificaciones
| País                                      | Certificación | Ventas por certificado |
| ----------------------------------------- | ------------- | ---------------------- |
| Alemania (BVMI)                           | Oro           | 100.000                |
| Australia (ARIA)                          | Oro           | 35.000                 |
| Canadá (CRIA)                             | Platino       | 80.000                 |
| Estados Unidos (RIAA)                     | Oro           | 500.000                |
| Japón (RIAJ)                              | Oro           | 100.000                |
| Reino Unido (BPI)                         | Oro           | 100.000                |
| Suiza (IFPI Suiza)                        | Oro           | 15.000                 |
| Ventas totales por certificación: 930.000 |               |                        |